# داستان‌های جنون معمولی
داستان‌های دیوانگی‌های معمولی (انگلیسی: Tales of Ordinary Madness) فیلمی به کارگردانی مارکو فرری، کارگردان ایتالیایی است که در سال ۱۹۸۱ منتشر شد. از بازیگران آن می‌توان به بن گازارا، اورنلا موتی و سوزان تایرل اشاره کرد. فیلم در آمریکا و بریتانیا فیلم‌برداری شده است. عنوان فیلم و موضوعات مطرح‌شده در آن، براساس آثار و شخصیت شاعر آمریکایی، چارلز بوکوفسکی از جمله داستان کوتاه وی، زیباترین زن شهر (منتشرشده در ۱۹۷۲ و به وسیله انتشارات سیتی لایتس) در مجموعه نعوظ‌ها، انزال‌ها، نمایش‌ها و قصه‌های عمومی جنون معمولی است.